# VIA (música)

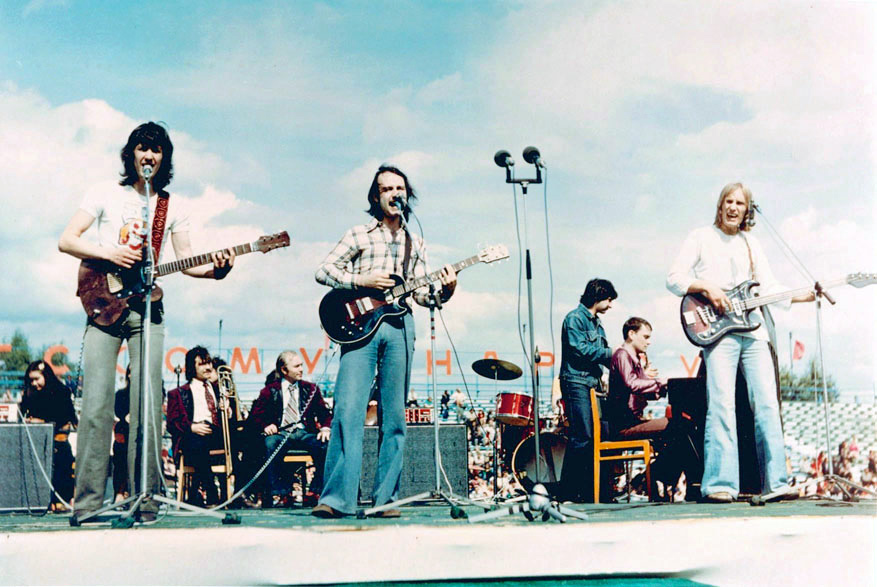
Um típico VIA soviético Tsvety nos anos 1970, com o traje de inspiração hippie da época

VIA (em russo: ВИА) é uma abreviação de Conjunto Vocal e Instrumental (Вокально-инструментальный ансамбль, Vokalno-instrumentalny ansambl). É o nome geral usado para bandas de música popular (pop, rock, folk, etc.) que foram formalmente reconhecidas pelo governo soviético das décadas de 1960 a 1980.
Na época soviética, o termo VIA geralmente significava "banda", mas agora é usado na Rússia para se referir especificamente a grupos pop, rock e folk ativos durante o período soviético.
Com a dissolução da União Soviética, o termo gradualmente saiu de uso.
Na Iugoslávia, a abreviatura VIS (cirílico servo-croata: ВИС), que significa vokalno-instrumentalni sastav (вокално-инструментални састав), foi usada no mesmo contexto.

## História

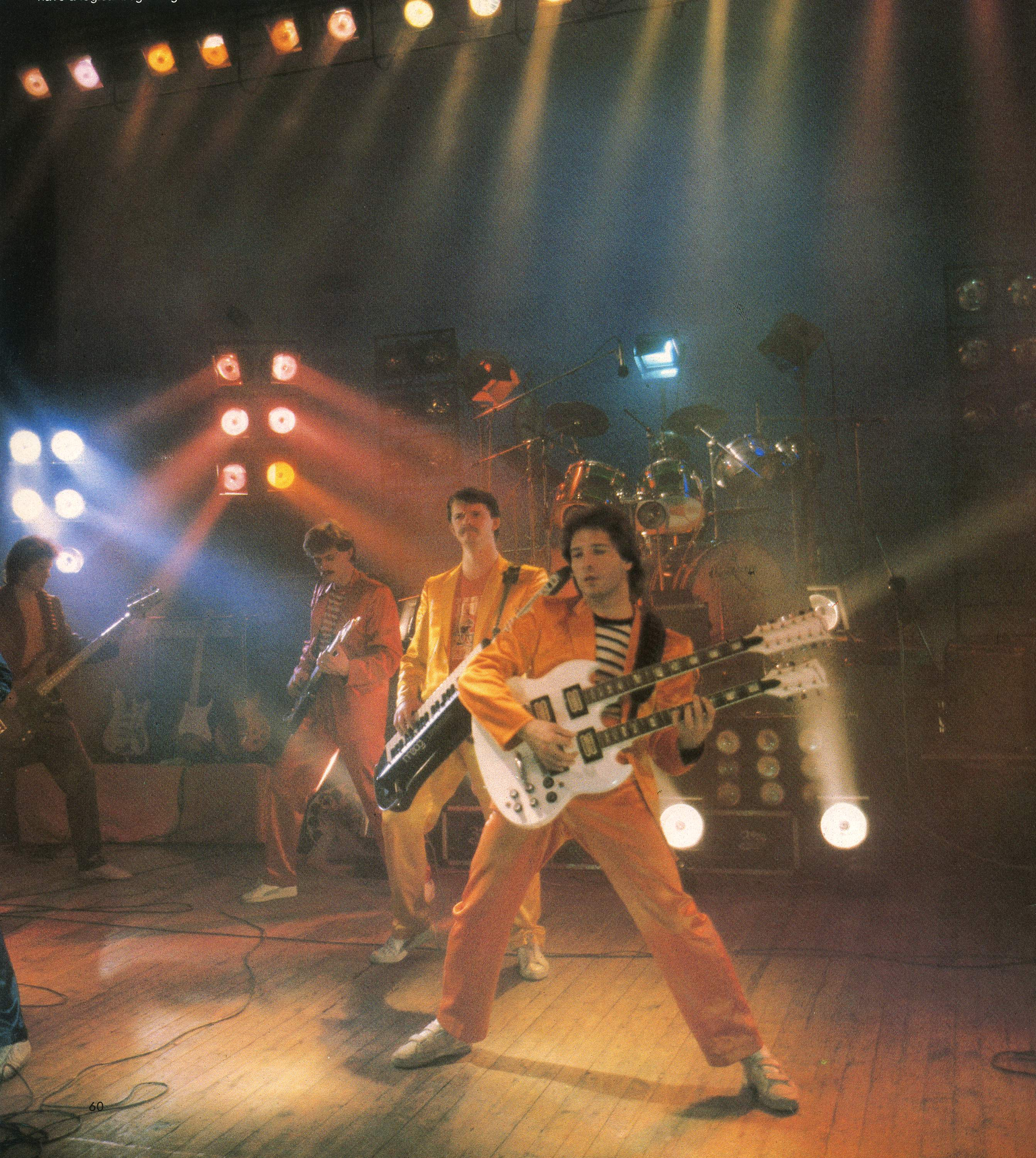
VIA Zemlyane, c. 1984

O termo VIA surgiu na União Soviética na década de 1960 e representava um modelo sob o qual o governo soviético estava disposto a permitir que atos nacionais de rock e pop se desenvolvessem. Para entrar na mídia estatal soviética, uma banda precisava se tornar uma VIA oficialmente reconhecida. Cada VIA tinha um diretor artístico (художественный руководитель) que atuava como gerente, produtor e censor nomeado pelo estado. Em algumas bandas (como Pesniary), o diretor artístico era o membro principal e compositor da banda, enquanto em outras ele desempenhava o papel de empresário.
VIAs soviéticas tocavam um estilo específico de música pop. Eles tocavam música voltada para jovens (mas oficialmente aprovada) e amigável ao rádio, que combinava tendências ocidentais e soviéticas contemporâneas. Instrumentos folclóricos eram frequentemente usados, e ocasionalmente um keytar (um teclado segurado como uma guitarra). As músicas variavam de baladas pop, disco dance-beat e new wave ao rock mainstream. Muitas VIAs tinham até dez membros (incluindo vários vocalistas e multi-instrumentistas), que estavam em rotação frequente.
Devido à censura estatal, as letras de VIAs eram familiares; tópicos típicos eram emoções universais como amor, alegria e nostalgia, ou vinhetas idealizadas da vida cotidiana. Muitas bandas também encorajavam a cultura nacional e o patriotismo (especialmente as de minorias nacionais das repúblicas soviéticas menores), como Yalla do Uzbequistão, Labyrinth da Geórgia e Chervona Ruta da Ucrânia. VIAs de base folk, como Pesniary (mais tarde eles misturaram estilos de folk rock e rock progressivo), Siabry e Verasy eram especialmente populares na Bielorrússia. Bandas russas de Moscou e Leningrado (como Zemlyane e Tsvety) eram mais orientadas para a música pop e rock ocidental.
Muitas VIAs foram criadas por músicos que tocam juntos em coros locais ou produções teatrais musicais. Os primeiros VIAs incluíram Avangard em 1964, Poyushchiye Gitary em 1966, Vesyolye Rebyata em 1968 e Dobry Molodtsy em 1969.